# Pissos
Pissos é o Daniel Resende mais conhecido por gordo